# Hideaway (Kiesza)
Hideaway is de debuutsingle van de Canadese singer-songwriter Kiesza uit 2014. De single werd op 11 april 2014 uitgebracht en bereikte de eerste plaats in de Nederlandse Single Top 100, de Vlaamse Ultratop 50 en de UK Singles Chart. Het nummer is geschreven door Kiesza in samenwerking met haar producer Rami Samir Afuni.

## Hitnoteringen

### Nederlandse Top 40
| Hitnotering: 10-05-2014 t/m 13-09-2014 | Hitnotering: 10-05-2014 t/m 13-09-2014 | Hitnotering: 10-05-2014 t/m 13-09-2014 | Hitnotering: 10-05-2014 t/m 13-09-2014 | Hitnotering: 10-05-2014 t/m 13-09-2014 | Hitnotering: 10-05-2014 t/m 13-09-2014 | Hitnotering: 10-05-2014 t/m 13-09-2014 | Hitnotering: 10-05-2014 t/m 13-09-2014 | Hitnotering: 10-05-2014 t/m 13-09-2014 | Hitnotering: 10-05-2014 t/m 13-09-2014 | Hitnotering: 10-05-2014 t/m 13-09-2014 | Hitnotering: 10-05-2014 t/m 13-09-2014 | Hitnotering: 10-05-2014 t/m 13-09-2014 | Hitnotering: 10-05-2014 t/m 13-09-2014 | Hitnotering: 10-05-2014 t/m 13-09-2014 | Hitnotering: 10-05-2014 t/m 13-09-2014 | Hitnotering: 10-05-2014 t/m 13-09-2014 | Hitnotering: 10-05-2014 t/m 13-09-2014 | Hitnotering: 10-05-2014 t/m 13-09-2014 | Hitnotering: 10-05-2014 t/m 13-09-2014 | Hitnotering: 10-05-2014 t/m 13-09-2014 |
| Week:                                  | 1                                      | 2                                      | 3                                      | 4                                      | 5                                      | 6                                      | 7                                      | 8                                      | 9                                      | 10                                     | 11                                     | 12                                     | 13                                     | 14                                     | 15                                     | 16                                     | 17                                     | 18                                     | 19                                     |                                        |
| -------------------------------------- | -------------------------------------- | -------------------------------------- | -------------------------------------- | -------------------------------------- | -------------------------------------- | -------------------------------------- | -------------------------------------- | -------------------------------------- | -------------------------------------- | -------------------------------------- | -------------------------------------- | -------------------------------------- | -------------------------------------- | -------------------------------------- | -------------------------------------- | -------------------------------------- | -------------------------------------- | -------------------------------------- | -------------------------------------- | -------------------------------------- |
| Positie:                               | 27                                     | 14                                     | 9                                      | 6                                      | 4                                      | 4                                      | 4                                      | 5                                      | 6                                      | 6                                      | 10                                     | 10                                     | 13                                     | 16                                     | 17                                     | 22                                     | 26                                     | 28                                     | 30                                     | uit                                    |

### NederlandseSingle Top 100
| Hitnotering (week 1 t/m 33): 03-05-2014 t/m 13-12-2014 Hitnotering (week 34 t/m 35): 03-01-2015 t/m 10-01-2015 | Hitnotering (week 1 t/m 33): 03-05-2014 t/m 13-12-2014 Hitnotering (week 34 t/m 35): 03-01-2015 t/m 10-01-2015 | Hitnotering (week 1 t/m 33): 03-05-2014 t/m 13-12-2014 Hitnotering (week 34 t/m 35): 03-01-2015 t/m 10-01-2015 | Hitnotering (week 1 t/m 33): 03-05-2014 t/m 13-12-2014 Hitnotering (week 34 t/m 35): 03-01-2015 t/m 10-01-2015 | Hitnotering (week 1 t/m 33): 03-05-2014 t/m 13-12-2014 Hitnotering (week 34 t/m 35): 03-01-2015 t/m 10-01-2015 | Hitnotering (week 1 t/m 33): 03-05-2014 t/m 13-12-2014 Hitnotering (week 34 t/m 35): 03-01-2015 t/m 10-01-2015 | Hitnotering (week 1 t/m 33): 03-05-2014 t/m 13-12-2014 Hitnotering (week 34 t/m 35): 03-01-2015 t/m 10-01-2015 | Hitnotering (week 1 t/m 33): 03-05-2014 t/m 13-12-2014 Hitnotering (week 34 t/m 35): 03-01-2015 t/m 10-01-2015 | Hitnotering (week 1 t/m 33): 03-05-2014 t/m 13-12-2014 Hitnotering (week 34 t/m 35): 03-01-2015 t/m 10-01-2015 | Hitnotering (week 1 t/m 33): 03-05-2014 t/m 13-12-2014 Hitnotering (week 34 t/m 35): 03-01-2015 t/m 10-01-2015 | Hitnotering (week 1 t/m 33): 03-05-2014 t/m 13-12-2014 Hitnotering (week 34 t/m 35): 03-01-2015 t/m 10-01-2015 | Hitnotering (week 1 t/m 33): 03-05-2014 t/m 13-12-2014 Hitnotering (week 34 t/m 35): 03-01-2015 t/m 10-01-2015 | Hitnotering (week 1 t/m 33): 03-05-2014 t/m 13-12-2014 Hitnotering (week 34 t/m 35): 03-01-2015 t/m 10-01-2015 | Hitnotering (week 1 t/m 33): 03-05-2014 t/m 13-12-2014 Hitnotering (week 34 t/m 35): 03-01-2015 t/m 10-01-2015 | Hitnotering (week 1 t/m 33): 03-05-2014 t/m 13-12-2014 Hitnotering (week 34 t/m 35): 03-01-2015 t/m 10-01-2015 | Hitnotering (week 1 t/m 33): 03-05-2014 t/m 13-12-2014 Hitnotering (week 34 t/m 35): 03-01-2015 t/m 10-01-2015 | Hitnotering (week 1 t/m 33): 03-05-2014 t/m 13-12-2014 Hitnotering (week 34 t/m 35): 03-01-2015 t/m 10-01-2015 | Hitnotering (week 1 t/m 33): 03-05-2014 t/m 13-12-2014 Hitnotering (week 34 t/m 35): 03-01-2015 t/m 10-01-2015 | Hitnotering (week 1 t/m 33): 03-05-2014 t/m 13-12-2014 Hitnotering (week 34 t/m 35): 03-01-2015 t/m 10-01-2015 | Hitnotering (week 1 t/m 33): 03-05-2014 t/m 13-12-2014 Hitnotering (week 34 t/m 35): 03-01-2015 t/m 10-01-2015 |
| Week: | 1 | 2 | 3 | 4 | 5 | 6 | 7 | 8 | 9 | 10 | 11 | 12 | 13 | 14 | 15 | 16 | 17 | 18 | 19 |
| --- | --- | --- | --- | --- | --- | --- | --- | --- | --- | --- | --- | --- | --- | --- | --- | --- | --- | --- | --- |
| Positie: | 23 | 12 | 10 | 6 | 5 | 1 | 1 | 5 | 5 | 6 | 11 | 10 | 9 | 12 | 12 | 15 | 16 | 19 | 18 |
| Week: | 20 | 21 | 22 | 23 | 24 | 25 | 26 | 27 | 28 | 29 | 30 | 31 | 32 | 33 | | 34 | 35 | | |
| Positie: | 22 | 28 | 33 | 41 | 47 | 48 | 45 | 48 | 57 | 61 | 68 | 68 | 78 | 96 | uit | 82 | 91 | uit | |

### VlaamseUltratop 50
| Hitnotering (week 1 t/m 24): 03-05-2014 t/m 11-10-2014 Hitnotering (week 25): 01-11-2014 Hitnotering (week 26): 10-01-2015 | Hitnotering (week 1 t/m 24): 03-05-2014 t/m 11-10-2014 Hitnotering (week 25): 01-11-2014 Hitnotering (week 26): 10-01-2015 | Hitnotering (week 1 t/m 24): 03-05-2014 t/m 11-10-2014 Hitnotering (week 25): 01-11-2014 Hitnotering (week 26): 10-01-2015 | Hitnotering (week 1 t/m 24): 03-05-2014 t/m 11-10-2014 Hitnotering (week 25): 01-11-2014 Hitnotering (week 26): 10-01-2015 | Hitnotering (week 1 t/m 24): 03-05-2014 t/m 11-10-2014 Hitnotering (week 25): 01-11-2014 Hitnotering (week 26): 10-01-2015 | Hitnotering (week 1 t/m 24): 03-05-2014 t/m 11-10-2014 Hitnotering (week 25): 01-11-2014 Hitnotering (week 26): 10-01-2015 | Hitnotering (week 1 t/m 24): 03-05-2014 t/m 11-10-2014 Hitnotering (week 25): 01-11-2014 Hitnotering (week 26): 10-01-2015 | Hitnotering (week 1 t/m 24): 03-05-2014 t/m 11-10-2014 Hitnotering (week 25): 01-11-2014 Hitnotering (week 26): 10-01-2015 | Hitnotering (week 1 t/m 24): 03-05-2014 t/m 11-10-2014 Hitnotering (week 25): 01-11-2014 Hitnotering (week 26): 10-01-2015 | Hitnotering (week 1 t/m 24): 03-05-2014 t/m 11-10-2014 Hitnotering (week 25): 01-11-2014 Hitnotering (week 26): 10-01-2015 | Hitnotering (week 1 t/m 24): 03-05-2014 t/m 11-10-2014 Hitnotering (week 25): 01-11-2014 Hitnotering (week 26): 10-01-2015 | Hitnotering (week 1 t/m 24): 03-05-2014 t/m 11-10-2014 Hitnotering (week 25): 01-11-2014 Hitnotering (week 26): 10-01-2015 | Hitnotering (week 1 t/m 24): 03-05-2014 t/m 11-10-2014 Hitnotering (week 25): 01-11-2014 Hitnotering (week 26): 10-01-2015 | Hitnotering (week 1 t/m 24): 03-05-2014 t/m 11-10-2014 Hitnotering (week 25): 01-11-2014 Hitnotering (week 26): 10-01-2015 | Hitnotering (week 1 t/m 24): 03-05-2014 t/m 11-10-2014 Hitnotering (week 25): 01-11-2014 Hitnotering (week 26): 10-01-2015 | Hitnotering (week 1 t/m 24): 03-05-2014 t/m 11-10-2014 Hitnotering (week 25): 01-11-2014 Hitnotering (week 26): 10-01-2015 |
| Week: | 1 | 2 | 3 | 4 | 5 | 6 | 7 | 8 | 9 | 10 | 11 | 12 | 13 | 14 | 15 |
| --- | --- | --- | --- | --- | --- | --- | --- | --- | --- | --- | --- | --- | --- | --- | --- |
| Positie: | 20 | 13 | 7 | 6 | 2 | 1 | 1 | 1 | 5 | 5 | 5 | 4 | 4 | 6 | 10 |
| Week: | 16 | 17 | 18 | 19 | 20 | 21 | 22 | 23 | 24 | | 25 | | 26 | | |
| Positie: | 14 | 14 | 12 | 13 | 16 | 22 | 31 | 33 | 48 | uit | 50 | uit | 42 | uit | |